# 大镰

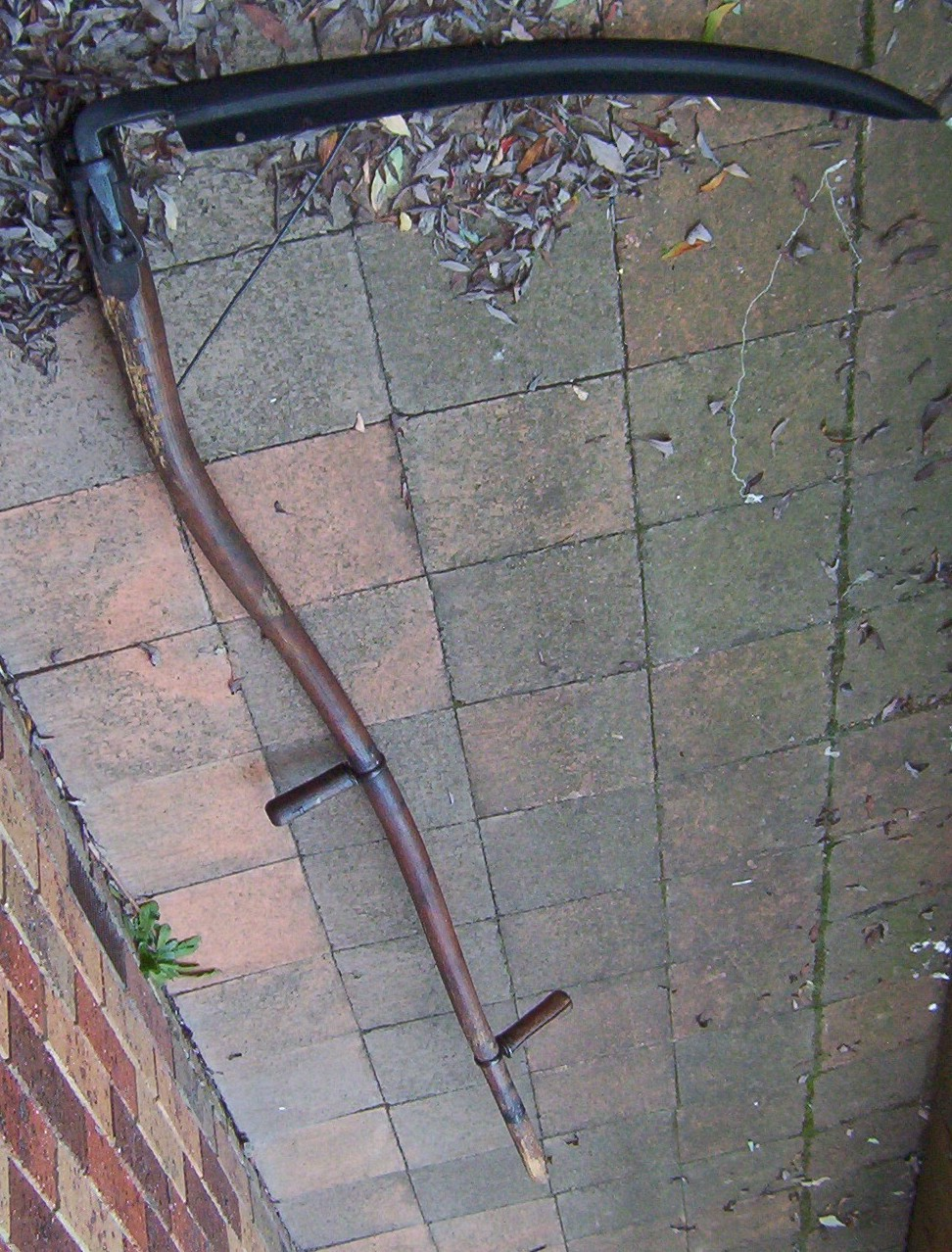
大镰

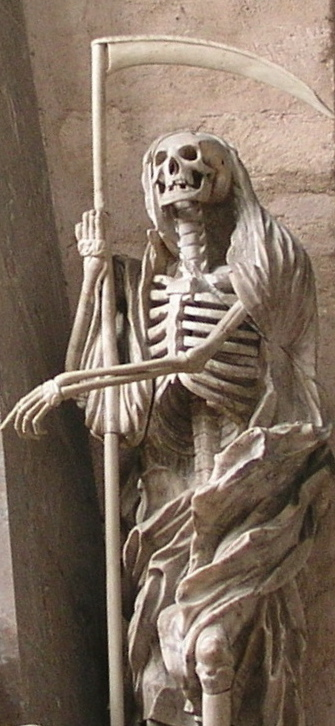

大镰，又称釤，“钐刀”，是一种农业手工工具，用来割草或收割谷物。现在大多情况下已被马拉工具或农用机械所取代，但亚洲与欧洲的部分地区仍然使用。手持大镰的死神是最為人熟識的刻板印象。

## 结构

An example of a scythe:
1. Toe
2. Chine
3. Beard
4. Heel
5. Tang
6. Ring
7. Snath
8. Grips

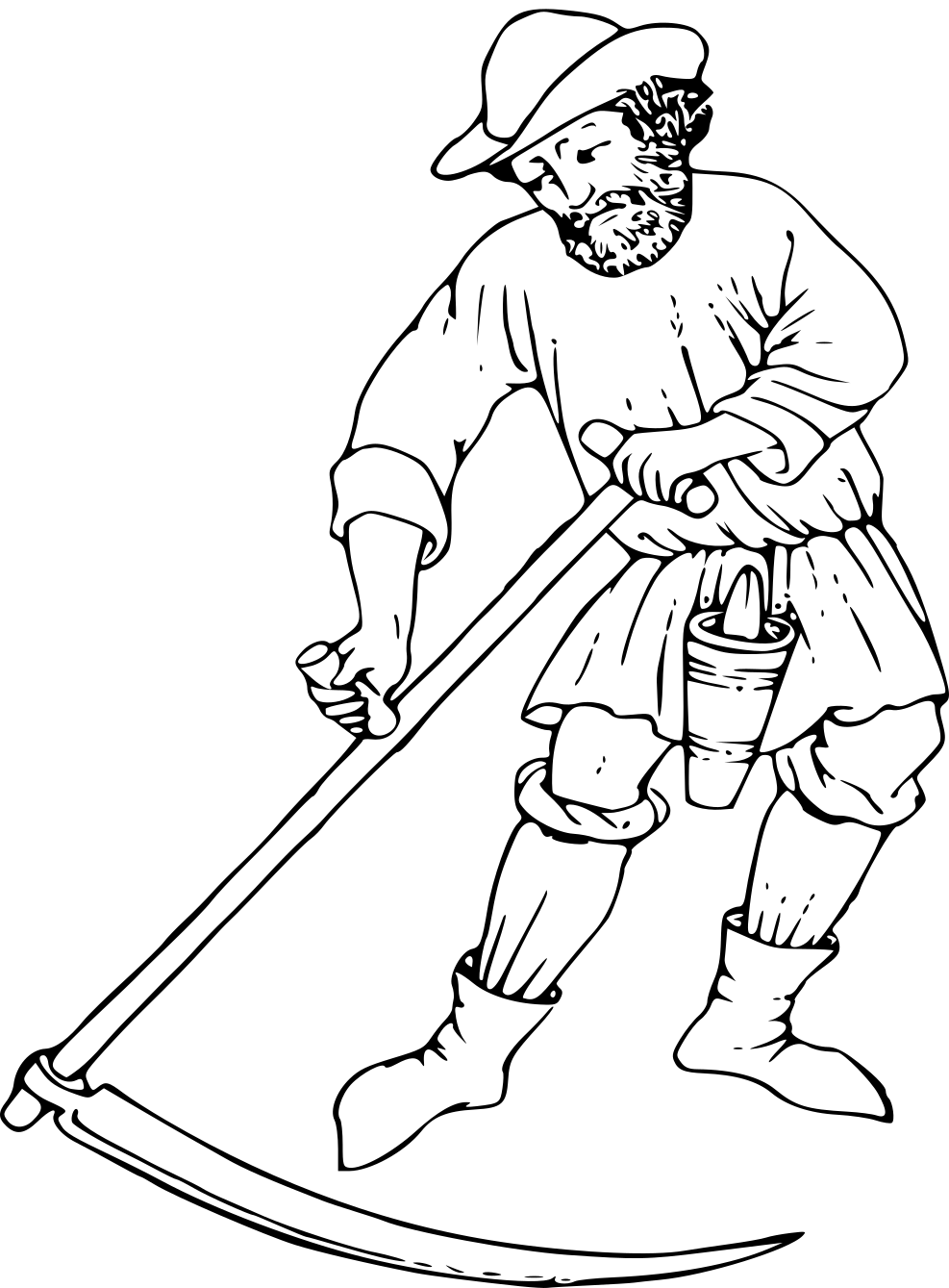

大镰的结构如图所示。刀柄長約 170 公分（67 英寸），稱為 snath，傳統上由木頭製成，帶有一個或兩個與其成直角的短柄，通常一個靠近上端，另一個大致在 snath的中間。刃刀呈新月形狀，長度在 60 到 90 公分（24 到 35 英吋）之間。

## 历史
大鐮於農業立國的中國，存在的歷史至少在魏晉南北朝（220年—589年）以前，又稱為釤、釤鐮(晉、《抱朴子·逸民卷》)、剴、摩也（東漢《說文解字》）。
在歐洲大镰的历史可追溯到古罗马时代。12世纪到13世纪，大镰开始在欧洲正式得到应用。